# Neophylax ussuriensis
Neophylax ussuriensis is een schietmot uit de familie Uenoidae. De soort komt voor in het Palearctisch gebied.